# أدريان ستيت
أدريان ستيت (بالرومانية: Adrian State)‏ هو لاعب كرة قدم روماني في مركز الهجوم، ولد في 26 يونيو 1968 في غالاتس في رومانيا. لعب مع AFC Rocar București ‏.

## وصلات خارجية
- أدريان ستيت على موقع قاعدة بيانات كرة القدم.إي يو (الإنجليزية)